# 米尔顿凯恩斯
米尔顿凯恩斯，英國英格兰白金汉郡的一座新市鎮，距离伦敦约80公里（50英里）。1967年1月23日，米尔顿凯恩斯被英国政府规划为新市鎮，总规划面积为88平方公里（34平方英里）。其范围涵盖已有的三个小镇，布莱切利（Bletchley）、渥文顿（Wolverton）和斯托尼·斯特拉特福德（Stony Stratford）以及该地区大大小小数十个村庄和农庄。而规划城市的命名则取自其中一个叫做米尔顿凯恩斯村庄。
米頓堅為英國第一個衞星城市，即類似香港的新市鎮，距離倫敦市中心只需45分鐘車程。米頓堅是英國經濟最俱生產力的地區之一，在多項標準中排名靠前。其人均企業創業數量位居英國第五位（但創業失敗數量也位居英國第五位）。

## 企业吸引力
2013年，市镇上99.4％的企业是中小型企业，只有0.6％的本地企业雇用了250多名员工（但超过三分之一的员工），而81.5％的雇员不到10名。“专业，科学和技术部门”是贡献最多的业务部门，占16.7％。零售部门是就业的最大贡献者。米尔顿·凯恩斯（Milton Keynes）是英格兰数量最多的商业初创企业之一，但也有失败的案例。尽管教育，卫生和公共行政对就业做出了重要贡献，但贡献却大大低于英格兰或东南部的平均水平。它是幾家國內外大公司的所在地。儘管部份人獲得了經濟上的成功和個人財富，但當地仍存在貧窮問題。米頓堅的就業結構由約90％的服務業和9％的製造業組成。
米尔顿凯恩斯位于伦敦向北的主要高速公路M1西边，良好的区位优势使得这里成为英国本土私人投资以及海外投资的理想之地。

## 體育
- 米爾頓凱恩斯足球俱樂部